# József Tunyogi
József Tunyogi (ur. 9 marca 1907<w Budapeszcie, zm. 11 kwietnia 1980 w Iváncsy) – węgierski zapaśnik, brązowy medalista olimpijski z Los Angeles.
Walczył w obu stylach. Zawody w 1932 były jego jedynymi igrzyskami olimpijskimi. Medal zdobył w wadze średniej w stylu wolnym (do 79 kg). Zdobył złoto mistrzostw Europy w 1929 w stylu klasycznym i w 1931 w stylu wolnym. 